# ツカザキ病院
ツカザキ病院（つかざきびょういん）は、兵庫県姫路市にある、医療法人三栄会が運営する総合病院。三栄会における中核施設でもある。
外科医の塚崎義人が姫路市下手野に開設した外科診療所が当院の出発点である。診療科の追加に伴い、2003年に姫路市網干区の現在地に移転し、その後も敷地拡張と増築を繰り返し、姫路市西部では最大規模の総合病院へと成長した。

## 年表
三栄会公式サイト「三栄会の沿革・歴史」による。
- 1963年（昭和38年）4月 - 姫路市下手野にてツカザキ外科を20床で開設。
- 1970年（昭和45年）3月 - 兵庫県より医療法人三栄会が認可され、医療法人三栄会ツカザキ外科病院となる（38床）。
- 1977年（昭和52年）1月 - 医療法人三栄会ツカザキ病院へ名称を変更（107床）。
- 2003年（平成15年）3月 - 網干区の現在地へ新築移転。下手野の跡地はツカザキクリニックとして再編。
- 2013年（平成25年） - 南館を増設（201床）。
- 2017年（平成30年）10月 - 回復期リハビリテーション病棟を開設（241床）。
- 2022年（令和4年）1月 - 西館開設（297床）
- 2023年（令和5年）2月 - 増床（406床）、三栄会広畑病院（130床、旧・製鉄記念広畑病院）と機能分化を推進。

## 診療科
- 総合内科
- 消化器内科
- 循環器科
- 脳神経内科
- 呼吸器内科
- 外科
- 脳神経外科
- 整形外科

- 心臓血管外科
- 呼吸器外科
- 乳腺外科
- 泌尿器科
- 眼科
- 麻酔科
- 画像診断・IVR科
- 人工透析

救急医療に力を入れていて、救急車受入件数は地域随一であり、敷地内にドクターヘリの発着場も設けている。三栄会広畑病院の開設後は、急性期医療・救急医療をツカザキ病院で、回復期・リハビリテーション医療を三栄会広畑病院でと機能分化を推し進めることとなり、電子カルテや画像システムは両院で共通化されることとなった。両院間にはシャトルバスが運行されている。
眼科は手術件数で県内トップ、全国でも上位に入る実績を誇る。
2022年10月以降の選定療養費は5,500円。

## 医療機関の指定等
- 日本医療機能評価機構認定病院 3rdG:Ver.1.1　機能種別：一般病院2
- 卒後臨床研修評価機構（JCEP）認定病院
- 救急指定医療機関
- 日本脳卒中学会認定一次脳卒中センター
- 健康保険法に基づく保険医療機関
- 感染症（結核医療）指定医療機関
- 児童福祉法に基づく指定医療機関
- 精神保健福祉法に基づく指定医療機関
- 姫路市乳癌検診指定医療機関
- 労災保険取扱指定医療機関
- 生活保護法に基づく指定医療機関
- 母子保健法に基づく指定養育医療機関
- 原子爆弾被爆者の医療等に関する法律に基づく一般疾病医療機関
- 国民健康保険法による療養取扱機関
- 新型コロナウイルス感染症重点医療機関
- 発熱等診療・検査医療機関

厚生労働省から基幹型臨床研修病院に指定されているほか、各学会から教育・研修施設として指定されている。

## アクセス
鉄道
- JR山陽本線 網干駅から東へ線路沿いに徒歩約10分

路線バス
- 神姫バス「ツカザキ病院前」下車すぐ
  - 96系統 姫路駅南口 ← ツカザキ病院前 （姫路南高校経由、下太田住宅経由）→JR網干駅
  - JR網干駅 ← ツカザキ病院前　→夢前川駅南
  - 55系統・56系統 山崎・龍野・JR網干駅 ← ツカザキ病院前　→山陽網干駅・ダイセル（ウイング神姫が運行）

自動車
- 太子竜野バイパス 太子北ランプから南へ約15分

シャトルバス
- JR網干駅、三栄会広畑病院から運行。